# The Africa Center
Pour les articles homonymes, voir Musée d'Art africain (homonymie).
The Africa Center (le Centre pour l'Afrique), anciennement connu sous le nom de Museum for African Art (Musée de l'art africain), est un musée d'art situé à l'angle de la Cinquième Avenue et de la 110e Rue à New York. Fondé en 1984, le musée « se consacre à améliorer la compréhension et l'appréciation du public sur l'art et la culture africains ». Le musée est également connu pour ses programmes pédagogiques à destination du public, qui aident à sensibiliser à la culture africaine, et exploite également un magasin de vente d'objets authentiques d'artisanat africain.
Le musée a organisé de nombreuses expositions saluées par la critique et les a présentées dans de nombreuses salles de spectacle nationales et internationales. La plupart de ces expositions sont accompagnées de catalogues spécialisés. The Africa Center est cependant fermé depuis le début des années 2010, en attente de fonds pour rouvrir.

## Histoire

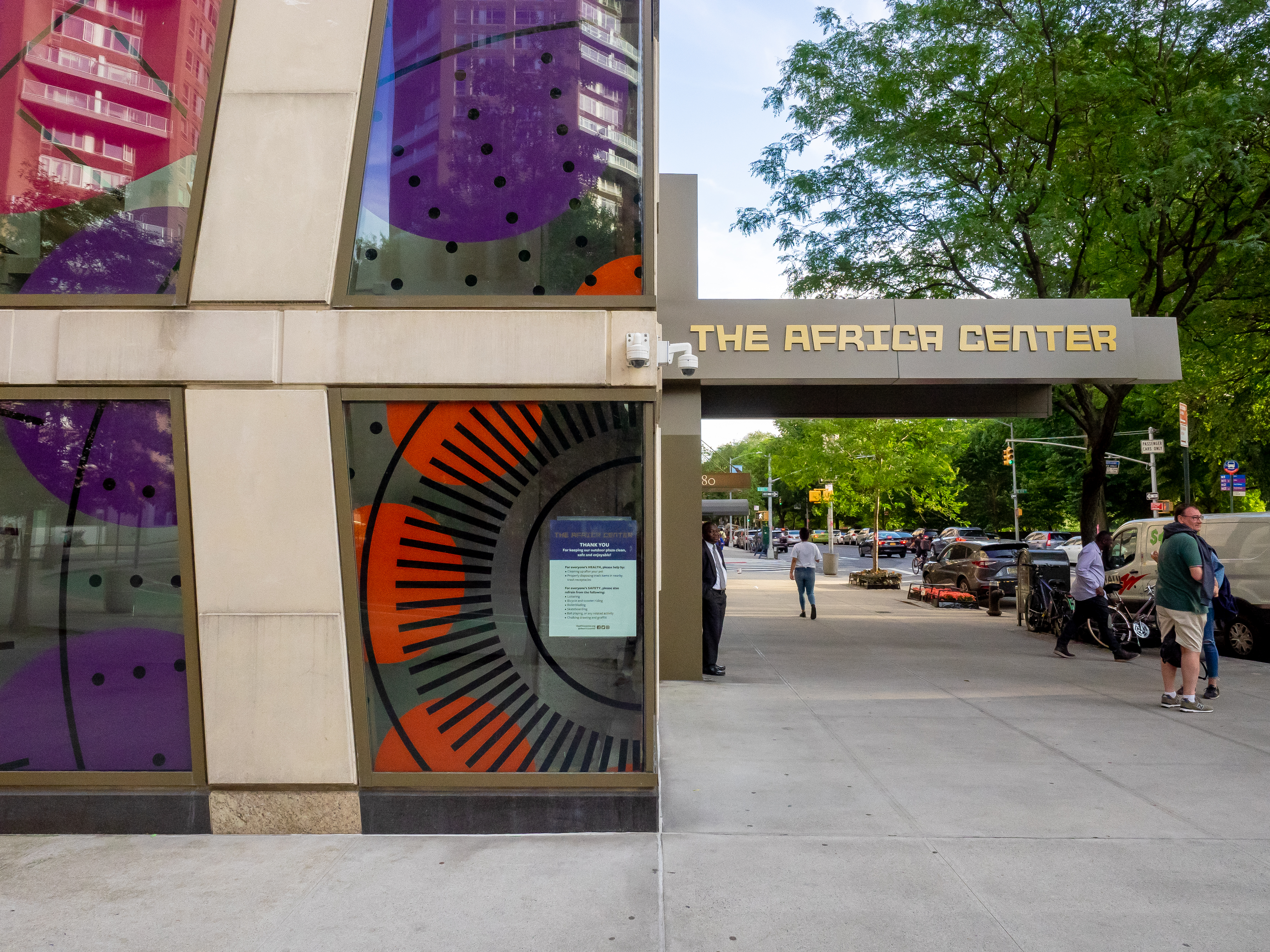
Entrée de l'Africa Center.

The Africa Center est tout d'abord situé dans le quartier de Long Island City dans le Queens, à New York, aux États-Unis, où il porte le nom de Center for African Art. Avant de fonder et diriger ce musée, Susan Mullin Vogel était commissaire associée au département d'art primitif du Metropolitan Museum of Art. Durant son séjour au Museum for African Art, Vogel a commissionné et organisé des expositions novatrices qui remettent en question les manières dont l'art africain est présenté au public occidental et la manière dont les pratiques des musées structurent la connaissance pour le public. Les plus connues de ces expositions sont Art/Artifact: African Art in Anthropology Collections en 1988, Exhibition-ism: Museums and African Art en 1994 et Africa Explores: 20th-Century African Art en 1991. S'inspirant largement des premières expositions de Vogel, Roberta Smith (en) a écrit dans le New York Times en 1989 que les années 1980 « pourraient également être considérées comme le début de l'âge d'or des expositions d'art africain ».
En 2005, le musée figure parmi les 406 institutions artistiques et de services sociaux de la ville de New York à recevoir une partie d'une subvention de 20 millions de dollars de la Carnegie Corporation of New York (en), rendue possible grâce à un don du maire de New York, Michael Bloomberg,. Le Centre ferme son établissement de Queens au début des années 2010. Après plusieurs années de reports d'ouverture et la prise de conscience du fait que l'objectif initial d'un musée sur la Cinquième Avenue n'était pas durable, il a été décidé d'élargir la portée du projet et de repousser l'ouverture à 2015, prévoyant un nouveau bâtiment sur la Museum Mile, à l'angle de la Cinquième Avenue et la 110e Rue, à East Harlem.
Le nouvel emplacement, situé dans un bâtiment conçu par l'architecte Robert A. M. Stern, est le premier bâtiment de musée construit sur la Museum Mile de New York depuis l'achèvement du Guggenheim en 1959. Il devait servir de centre culturel s'inspirant de la Asia Society et d'autres organisations similaires. Le nouveau bâtiment devait rendre le musée accessible à un large éventail de personnes du monde entier, renforçant ainsi la présence du musée en tant qu'une des institutions artistiques les plus stimulantes et les plus diversifiées des États-Unis. Le nouveau bâtiment couvre environ 8 400 m2, dont 1 500 m2 d’espaces d’exposition, ainsi qu’un théâtre, un centre éducatif, une bibliothèque, des salles de classe, un espace événementiel, un restaurant et une boutique de souvenirs. La croissance dans le centre culturel a été menée par Chelsea Clinton, Halima Dangote et Hadeel Ibrahim, fille de Mo Ibrahim.
En raison de l'insuffisance des fonds disponibles, le musée est toujours fermé, bien que la structure physique ait été achevée. En 2015, The Africa Center a recruté Michelle D. Gavin, ancienne ambassadrice des États-Unis au Botswana et experte de l'Afrique, en tant que directrice générale, mais part à la fin 2016. Entre-temps, le centre africain devait présenter des événements dans son nouvel espace jusqu'à la fin des travaux,. En février 2019, un restaurant gastronomique ouest-africain ouvre ses portes dans l'espace du Centre africain.
L'Africa Center héberge depuis 2019 un portail Shared Studios, qui relie le centre en direct et en temps réel aux communautés utilisant l'un de ces portails dans le monde entier. La majorité de leurs connexions au portail se font vers des sites du continent africain.